# Communauté de communes du Bocage Bourbonnais
Ne doit pas être confondu avec l'ancienne communauté de communes en Bocage Bourbonnais.
La communauté de communes du Bocage Bourbonnais est une communauté de communes française, située dans le département de l'Allier en région Auvergne-Rhône-Alpes.

## Historique
Le schéma départemental de coopération intercommunale (SDCI) de l'Allier, dévoilé en octobre 2015, proposait la fusion des communautés de communes en Bocage Bourbonnais et Bocage Sud. Il est confirmé en mars 2016.
La fusion de ces deux communautés de communes est prononcée par l'arrêté préfectoral no 3226/2016 du 8 décembre 2016. La structure intercommunale prend le nom de « Communauté de communes du Bocage Bourbonnais ».

## Territoire communautaire

### Géographie
La communauté de communes du Bocage Bourbonnais est située au nord du département de l'Allier. Le bocage est en premier lieu une construction paysagère basée sur un maillage de haies hautes et basses appelées localement des bouchures voire des traces, de forêts privées et domaniales mais aussi de mares et de constructions bâties (la longère bourbonnaise). La densité bocagère diminue lorsqu’on s’approche de la rivière Allier, dernière rivière sauvage d’Europe, et de sa réserve naturelle nationale. La préservation de ces éléments naturels permet également la diversité de la faune et la flore locales.

### Composition
La communauté de communes est composée des 25 communes suivantes :

| Nom                           | Code Insee | Gentilé                 | Superficie (km2) | Population (dernière pop. légale) | Densité (hab./km2) |
| ----------------------------- | ---------- | ----------------------- | ---------------- | --------------------------------- | ------------------ |
| Bourbon-l'Archambault (siège) | 03036      | Bourbonnais             | 54,84            | 2 542 (2022)                      | 46                 |
| Agonges                       | 03002      | Agongeois               | 24,1             | 304 (2022)                        | 13                 |
| Autry-Issards                 | 03012      | Issardiens              | 19,45            | 309 (2022)                        | 16                 |
| Buxières-les-Mines            | 03046      | Buxiérois               | 46,95            | 1 001 (2022)                      | 21                 |
| Châtel-de-Neuvre              | 03065      | Casteldeneuvrois        | 19,34            | 557 (2022)                        | 29                 |
| Châtillon                     | 03069      | Châtillonnais           | 12,9             | 313 (2022)                        | 24                 |
| Cressanges                    | 03092      | Cressangeois            | 41,76            | 637 (2022)                        | 15                 |
| Deux-Chaises                  | 03099      | Deux-Chaisois           | 41,01            | 380 (2022)                        | 9,3                |
| Franchesse                    | 03117      | Franchessois            | 40,24            | 465 (2022)                        | 12                 |
| Gipcy                         | 03122      | Gipcycrois              | 27,57            | 236 (2022)                        | 8,6                |
| Louroux-Bourbonnais           | 03150      | Lourouziens Bourbonnais | 33,02            | 206 (2022)                        | 6,2                |
| Meillard                      | 03169      |                         | 25,48            | 307 (2022)                        | 12                 |
| Meillers                      | 03170      | Meillerois              | 23,48            | 128 (2022)                        | 5,5                |
| Le Montet                     | 03183      | Montetois               | 1,77             | 469 (2022)                        | 265                |
| Noyant-d'Allier               | 03202      | Noyantais               | 21,05            | 599 (2022)                        | 28                 |
| Rocles                        | 03214      | Roclais                 | 21,66            | 330 (2022)                        | 15                 |
| Saint-Aubin-le-Monial         | 03218      | Saint-Aubinois          | 21,63            | 266 (2022)                        | 12                 |
| Saint-Hilaire                 | 03238      | Saint-Hilairois         | 20,64            | 508 (2022)                        | 25                 |
| Saint-Menoux                  | 03247      | Ménulphiens             | 27,62            | 1 135 (2022)                      | 41                 |
| Saint-Plaisir                 | 03251      | Saint-Plaisirois        | 52,54            | 423 (2022)                        | 8,1                |
| Saint-Sornin                  | 03260      | Saint-Sorninois         | 19,44            | 220 (2022)                        | 11                 |
| Treban                        | 03287      | Trébanais               | 25,63            | 376 (2022)                        | 15                 |
| Tronget                       | 03292      | Trongétois              | 31,06            | 889 (2022)                        | 29                 |
| Vieure                        | 03312      | Vieurois                | 29,81            | 276 (2022)                        | 9,3                |
| Ygrande                       | 03320      | Ygrandais               | 52,71            | 778 (2022)                        | 15                 |

### Démographie
| 1968   | 1975   | 1982   | 1990   | 1999   | 2009   | 2014   | 2020   |
| ------ | ------ | ------ | ------ | ------ | ------ | ------ | ------ |
| 18 769 | 16 251 | 15 575 | 14 787 | 14 156 | 13 955 | 13 964 | 13 705 |

## Administration

### Siège
Le siège de la communauté de communes est situé à Bourbon-l'Archambault.

### Les élus
Le conseil communautaire de la communauté de communes se compose de 39 conseillers, élus pour une durée de six ans.
Ils sont répartis comme suit :
| Nombre de conseillers | Communes                          |
| --------------------- | --------------------------------- |
| 8                     | Bourbon-l'Archambault             |
| 3                     | Buxières-les-Mines, Saint-Menoux  |
| 2                     | Noyant-d'Allier, Tronget, Ygrande |
| 1 (+ 1 suppléant)     | les 19 autres communes            |

### Présidence
| Période      | Période   | Identité           | Étiquette | Qualité |
| ------------ | --------- | ------------------ | --------- | --- |
| janvier 2017 | août 2017 | Jean-Paul Dufrègne | PCF       | Conseiller municipal de Saint-Menoux (2008-2020) Conseiller général puis départemental du canton de Souvigny (depuis 1998) Député de la 1re circonscription de l'Allier (depuis 2017) Ancien président de la communauté de communes en Bocage Bourbonnais |
| août 2017    | En cours  | Jean-Marc Dumont   | PCF       | Maire de Tronget (depuis 2017) |

#### Mandat 2017-2020
Pendant la période transitoire s'étalant du 1er au 27 janvier 2017, le président de cet établissement public de coopération intercommunale est le doyen d'âge des présidents des trois intercommunalités fusionnées. Michel Lafay, à la tête de la communauté de communes Bocage Sud jusqu'au 31 décembre 2016, a assuré la présidence durant cette période transitoire. 
Jean-Paul Dufrègne a été élu président de la communauté de communes. Huit vice-présidents ont été désignés :
- Yves Girardot, maire de Bourbon-l'Archambault ;
- Brigitte Olivier, conseillère municipale de Buxières-les-Mines ;
- Marie-Françoise Lacarin, maire de Cressanges ;
- Gérard Vernis, maire de Franchesse ;
- Michel Lafay, maire de Noyant-d'Allier ;
- Olivier Guiot, maire de Saint-Hilaire ;
- Jean-Marc Dumont, adjoint au maire de Tronget (puis maire de Tronget depuis mars 2017) ;
- Pierre Thomas, maire d'Ygrande.

La loi sur le cumul des mandats ne permet plus à un élu d'être président de communauté de communes et parlementaire : Jean-Paul Dufrègne, élu député de la 1re circonscription de l'Allier à la suite des élections législatives de 2017, a donc été contraint de quitter ce poste. Jean-Marc Dumont, maire de Tronget, a été nommé en août 2017, avec les vice-présidents suivants, :
1. Gérard Vernis (élu à Franchesse), chargé de l'économie de proximité et de l'aménagement du territoire ;
2. Marie-Françoise Lacarin (élue à Cressanges), chargée de la santé et de la petite enfance ;
3. Pierre Thomas (élu à Ygrande), chargé des services à la population, du vivre ensemble et des nouvelles compétences ;
4. François Énoux (élu à Agonges), chargé de l'accueil, de la communication et du lien avec les collectivités ;
5. Guy Dauchat (élu à Noyant-d'Allier), chargé du tourisme ;
6. Yves Girardot puis Anne Leclercq (élue à Bourbon-l'Archambault), chargée du thermalisme ;
7. Sylvie Edelin (élue à Saint-Menoux), chargée de l'environnement ;
8. Jean-Pierre Jeudy (élu au Montet), chargé des points d'accueil touristique.

#### Mandat 2020-2026
Le 15 juillet 2020, Jean-Marc Dumont, ayant obtenu la majorité absolue, a été proclamé président de la Communauté de communes du Bocage bourbonnais. Neuf vice-présidents ont été désignés :
- 1re vice-présidente : Marie-Françoise Lacarin chargée des services à la population, de la cohésion sociale et santé ; suppléant au Conseil communautaire Damien Cluzel ;
- 2e vice-président : Pierre Thomas, chargé du projet de territoire, des relations avec les collectivités territoriales, partenaires et populations ;
- 3e vice-président : Ludovic Chaput, chargé de l’économie de proximité et de l'emploi ;
- 4e vice-président : Guy Dauchat, chargé du tourisme et du thermalisme ;
- 5e vice-président : Gérard Vernis, chargé de la transition environnementale, agricole et alimentaire ; suppléant au Conseil communautaire Éric Bouchon ;
- 6e vice-président : François Énoux, chargé de la communication et de la politique d’accueil, suppléante au Conseil communautaire Marie-Jeanne Thiriet ;
- 7e vice-présidente : Brigitte Olivier, chargée des aménagements du territoire et de la transition énergétique ;
- 8e vice-présidente : Agnès Bounab, chargée de l’inclusion ;
- 9e vice-président : Daniel Gueullet, chargé des infrastructures, travaux et équipements.

### Compétences
L'intercommunalité exerce des compétences qui lui sont déléguées par les communes membres.
Elle exerce les quatre compétences obligatoires suivantes :
- Aménagement de l'espace ;
- Actions de développement économique ;
- Gestion des milieux aquatiques et de prévention des inondations - dite "Gemapi" ;
- Création, aménagement, entretien et gestion des aires d'accueil des gens du voyage et des terrains familiaux locatifs ;
- Collecte et traitement des déchets des ménages et déchets assimilés.

Les compétences supplémentaires sont exercées sur le périmètre des deux anciennes communautés de communes :
- Protection et mise en valeur de l'environnement ;
- Politique du logement et du cadre de vie ;
- Construction, entretien et fonctionnement d'équipements culturels et sportifs d'intérêt communautaire et d'équipements de l'enseignement pré-élémentaire et élémentaire d'intérêt communautaire ;
- Action sociale d'intérêt communautaire ;
- Création et gestion de France Services et définition des obligations de service public y afférentes ;
- Coordination de l’activité enfance-jeunesse portée par les acteurs locaux : Mise à disposition de véhicules de transport  - Relations et contrats avec les financeurs  - Initiation projet éducatif local  - Mise en réseau de partenaires  - Accompagnement des associations (le reste de la compétence enfance-jeunesse est de compétence communale).

### Régime fiscal et budget
La communauté de communes applique la fiscalité professionnelle unique.